# Кэр-Паравель
Кэр-Па́равель (Кэр-Па́раваль, Кэйр-Паравел и пр. — различные транслитерации англ. Cair Paravel от валл. caer — «замок», англ. paravail — «меньший», «нижний» или «внизу», здесь — «под Асланом») — вымышленный замок из мира Нарнии, резиденция королей Нарнии.
Представлял собой огромный замок, расположенный на невысокой горе, в устье Великой реки. Его создатель в книгах не упоминается.
В этом замке были расположены четыре трона, которые, по пророчеству, должны были занять два сына Адама и две дочери Евы, которыми оказались Питер, Сьюзен, Люси и Эдмунд Пэвенси. Кэр-Параваль также является столицей Нарнии.
После вторжения тельмаринов под предводительством Каспиана Завоевателя в Нарнию и Великой Битвы, столица была перенесена. Кэр-Паравель был разрушен временем и превратился в развалины.
Во времена правления Питера, Сьюзен, Эдмунда и Люси замок располагался на берегу, однако к началу правления Каспиана X оказался отрезанным от суши.
Именно здесь четверо детей Пэвенси вернулись в Нарнию, хотя им и потребовалось время, чтобы понять, где они.
В книге «Серебряное кресло» сказано, что Каспиан X восстановил замок к концу его царствования.
Во время «Последней битвы» Кэр-Паравель окружён городом. В конечном счёте был разграблен Тисроком. Впоследствии Пэвенси видят его в возрождённой Нарнии.

## В культуре
- Кэр-Паравель упоминается в песне Джоанны Ньюсом «Bridges and Balloons».
- Христианская школа К-12 в Канзасе называется Cair Paravel-Latin School.
- Шведская группа Narnia, играющая в жанре христианский метал, выпустила в 1999 году альбом «Long Live The King» с подзаголовком «Cair Paravel».